# Pace del Mela
Pace del Mela – miejscowość i gmina we Włoszech, w regionie Sycylia, w prowincji Mesyna.
Według danych na rok 2004 gminę zamieszkiwały 6072 osoby, 506 os./km².